# Sergey Aleksandrovich Khudyakov
Sergey Aleksandrovich Khudyakov (tiếng Armenia: Սերգեյ Ալեքսանդրի Խուդյակով; tiếng Nga: Серге́й Алекса́ндрович Худяко́в); (tên khai sinh Armenak Artem Khanferiants (tiếng Armenia: Արմենակ Արտեմ Խանֆերյանց, 7 January [lịch cũ 25 December] năm 1902 – ngày 18 tháng 4 năm 1950), là một nguyên soái không quân Liên Xô, người Armenia.

## Tham giaCách mạng Nga
Armenak Khanferiants sinh năm 1902 tại làng Böyük Tağlar, Shushinsky Uyezd, Chính quyền Elisabethpol, Đế chế Nga. Cha ông mất năm 1908, để lại một góa phụ với ba người con trai. Khanferiants đến Baku để học và bắt đầu làm việc tại các mỏ dầu thuộc sở hữu của nhà tài phiệt và nhà từ thiện người Armenia Alexander Mantashev. Năm 1918, ông tham gia sản xuất tờ báo Iskra.
Trong thời gian ở Baku, ông gia nhập những người Bolshevik và tổ chức Hồng vệ binh Baku vào tháng 4 năm 1918. Khi ở Astrakhan trong Nội chiến Nga, ông đã được đồng đội cứu thoát khỏi chết đuối trong một chiếc tàu hơi nước bị một pháo hạm Anh đánh chìm. Người đồng đội đó là Sergei Khudyakov, người sau đó đã hy sinh khi chiến đấu với lực lượng Bạch Vệ. Khanferiants lấy tên của Sergei làm tên riêng để tưởng nhớ người đã cứu mạng mình. Ông tiếp tục phục vụ như một sĩ quan kỵ binh cho đến năm 1920. Năm 1929, Khudyakov được nhận vào Trường Kỵ binh Tiflis, và năm 1931 đến Moskva để theo học Học viện Không quân Quân sự Zhukovsky. Ông tốt nghiệp loại xuất sắc năm 1936. Khudyakov trở thành người đứng đầu Cục Tác chiến của Bộ Tham mưu Không quân vào năm 1937 và Cục trưởng Cục Quản lý Hậu cần Không quân vào năm 1938.

## TrongChiến tranh thế giới thứ hai
Chiến tranh đã thúc đẩy sự nghiệp của ông rất nhiều, và ông đã tăng bốn bậc chỉ trong ba năm. Trong Chiến tranh Vệ quốc vĩ đại (1941–1945), ông là tham mưu trưởng Quân chủng Không quân kiêm Tư lệnh Lực lượng Phòng không Phương diện quân Tây, tham mưu trưởng Lực lượng Phòng không Hồng quân, Tư lệnh Quân đoàn 1 Không quân, Tham mưu trưởng rồi tham mưu và phó tư lệnh lực lượng phòng không không quân của Hồng quân. Các đơn vị không quân dưới quyền chỉ huy của ông đã tham gia vào cuộc tấn công của lực lượng Phương diện quân Tây trên hướng Rzhev-Sychevka và hỗ trợ bộ đội bộ binh trong chiến dịch Rzhev-Vyazma. Năm 1943, Nguyên soái Khudyakov đã điều phối các hoạt động chiến đấu của Lực lượng Không quân thuộc Phương diện quân Voronezh trong Trận Kursk và Trận sông Dniepr. Trong trận Kursk, người con trai Victor 14 tuổi của ông đã bị giết trong một cuộc không kích của kẻ thù. Thi thể của Victor được đưa về Moskva và được chôn cất tại Nghĩa trang Novodevichy.
Ông được giao nhiệm vụ tổ chức chuyến bay của phái đoàn Liên Xô tới Hội nghị Tehran năm 1943. Ông đã hoàn thành nhiệm vụ của Bộ Tư lệnh Tối cao.
Khudyakov trở thành tham mưu trưởng kiêm phó tư lệnh của Lực lượng Không quân Hồng quân vào tháng 5 năm 1943 và điều phối các hoạt động không quân để giành thắng lợi hoàn toàn trong Trận Dnepr. Sau đó, ông tham gia vào Mặt trận Iasi-Kishinev. Tháng 8 năm 1944, theo Nghị định của Đoàn Chủ tịch Xô Viết Tối cao Liên Xô Sergei Alexandrovich, Khudyakov được phong hàm Nguyên soái Không quân.

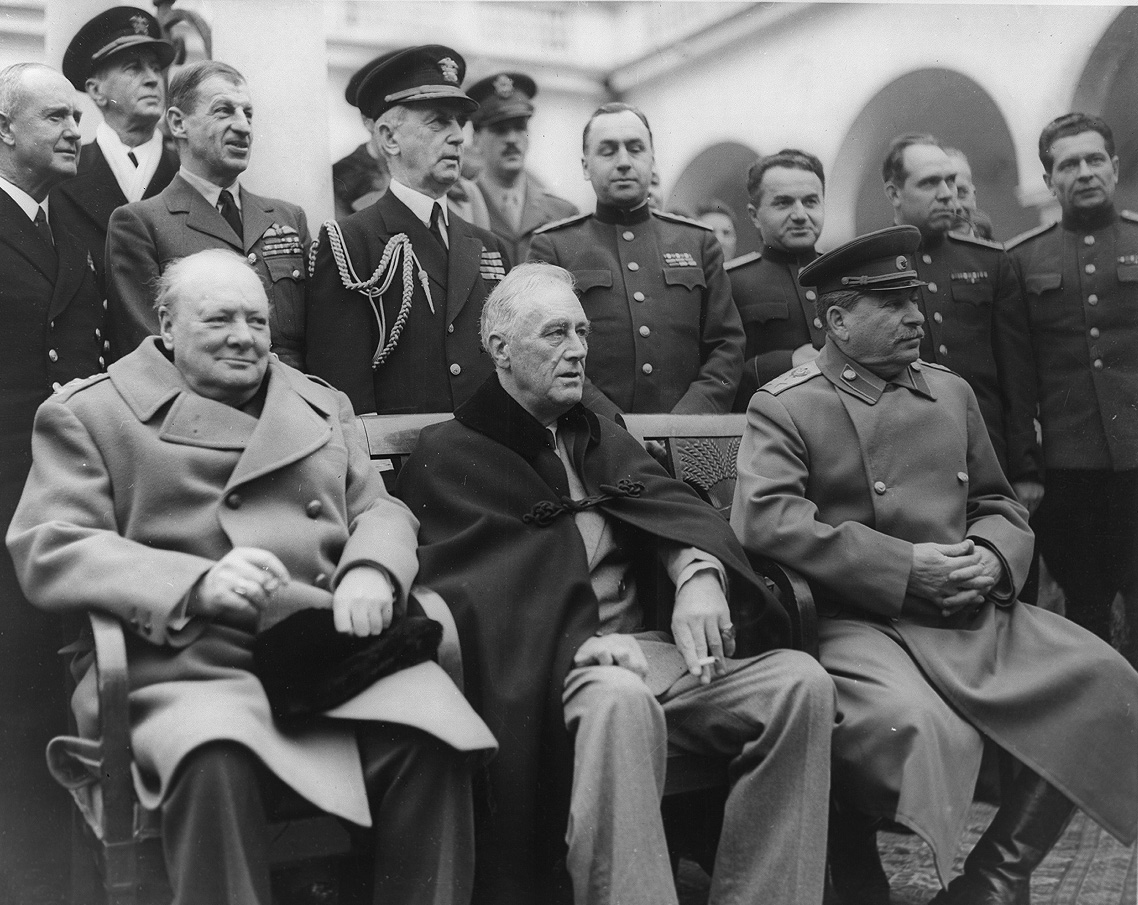
Khudyakov được cho thấy đứng sau Stalin trong hội nghị Yalta

Vào tháng 2 năm 1945, ông tham gia hội nghị Yalta của Ba Lãnh tụ với tư cách là một cố vấn quân sự. Sau đó vào năm 1945, ông đã giúp chỉ đạo đánh bại Quân đội Đế quốc Nhật Bản ở Viễn Đông với tư cách là tư lệnh của Tập đoàn quân không quân 12.

## Bị bắt giữ
Vào ngày 14 tháng 12 năm 1946, ông bị bắt tại Chita và đưa đến Moskva, nơi ông bị buộc tội làm gián điệp cho Anh. Một cuộc điều tra về vụ án kéo dài hơn bốn năm và kết thúc vào năm 1949. Ông bị kết án tử hình, hành quyết, vào ngày 18 tháng 4 năm 1950 và bị xử bắn cùng ngày tại Nghĩa trang Don.
Vợ và con trai nhỏ của ông cũng bị bắt vào ngày 13 tháng 1 năm 1951 vì là người nhà của một kẻ phản bội gia đình về quê hương, và bị đưa đến Krasnoyarsk Krai ở Quận Taseyevsky. Theo Nghị định của Đoàn Chủ tịch Xô Viết Tối cao Liên Xô ngày 27 tháng 3 năm 1953, gia đình ông được ân xá và họ được phép trở về Moskva sau khi sống lưu vong.

## Được phục hồi
Sau cái chết của Stalin, Xô Viết Tối cao bắt đầu quá trình phục hồi chức năng cho các nạn nhân của đàn áp chính trị.
Vào tháng 8 năm 1954, Văn phòng Công tố Quân sự Chính bắt đầu xem xét giám sát các tài liệu lưu trữ-vụ án điều tra số 100384 của Sergei Khudyakov. Công tố viên quân sự đã kết luận rằng việc giới thiệu các bằng chứng lưu trữ của vụ án để Hội đồng Quân nhân Tòa án Tối cao xem xét lại với đề nghị hủy bỏ bản án vì những bằng chứng mới được phát hiện. Tài liệu này đã lần đầu tiên gọi ông bằng họ và tên thật của ông - Armenak Khanferiants. Cuộc tái thẩm của Tòa án Tối cao cho thấy việc truy tố Khudyakov-Khanferiants thiếu bất kỳ dữ liệu khách quan nào.
Ngày 18 tháng 8 năm 1954, Hội đồng quân sự của Tòa án tối cao quyết định: bản án ngày 18 tháng 4 năm 1950 đối với Sergei Alexandrovich Khudyakov, cũng là Armenak Hanferyants, bị hủy bỏ dựa trên các bằng chứng mới được phát hiện.
Theo Nghị định của Đoàn Chủ tịch Xô Viết Tối cao, Khudyakov được tòa án phục hồi chức vụ vào ngày 6 tháng 7 năm 1965 và được truy tặng quân hàm Nguyên soái không quân cùng các quyền lợi đối với các giải thưởng của mình.

## Ghi công

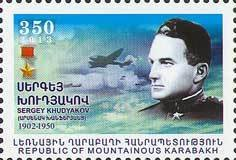
Khudyakov trên một con tem năm 2013 của Nagorno-Karabakh

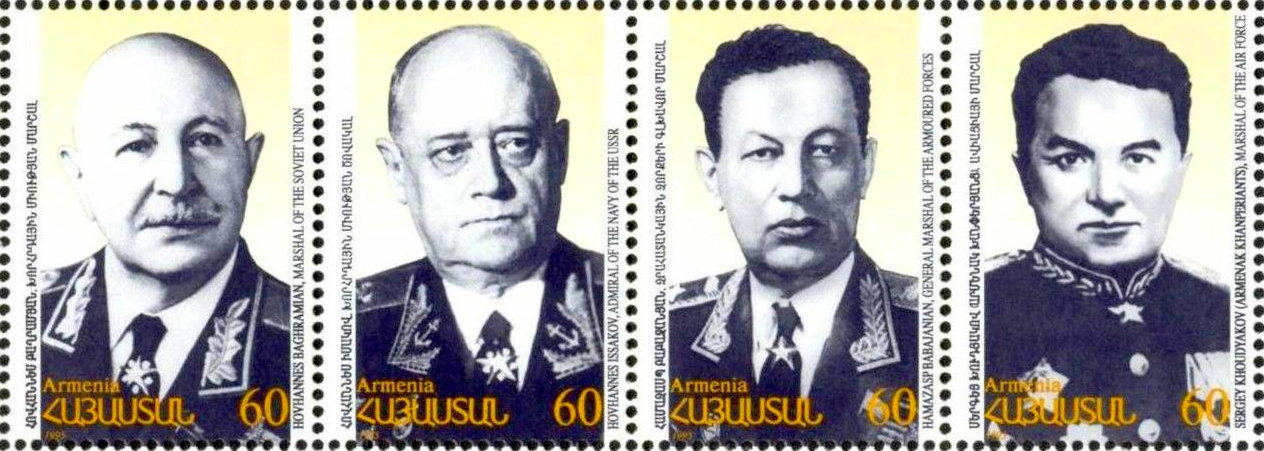
Tem các tướng lĩnh anh hùng người Armenia trong Chiến tranh thế giới thứ hai: Bagramyan, Isakov, Babadzhanian, Khudyakov

Nhiều sách và chuyên khảo đã được viết về Khudyakov và nhiều đường phố và đại lộ ở Liên Xô cũ được đặt theo tên ông.
Một bảo tàng về Khudyakov được đặt tại làng Mets Takhlar quê hương ông ở Cộng hòa Nagorno-Karabakh. Vào ngày 1 tháng 4 năm 2005, một viện của Không quân Armenia được đặt theo tên ông. Vào ngày 9 tháng 5 năm 2010, cháu trai của Khudyakov, Trung tá Vardan Khanferyants dẫn đầu một đoàn binh sĩ Armenia tại Lễ diễu hành Ngày Chiến thắng Moscow 2010 trên Quảng trường Đỏ để kỷ niệm 65 năm chiến thắng trong Thế chiến thứ hai. Người cháu khác của ông hiện làm việc trong Bộ Ngoại giao Nga.